# ГЕС Poringalkuthu
ГЕС Poringalkuthu — гідроелектростанція на півдні Індії у штаті Керала. Знаходячись після ГЕС Шолаяр та ГЕС Шолаяр I, становить нижній ступінь гідровузла у сточищі річки Чалакуді, яка дренує західний схил Західних Гатів та приєднується праворуч до Періяр неподалік від впадіння останньої у Лаккадівське море північніше Кочі.
Ресурс для роботи станції накопичується у водосховищі греблі Poringalkuthu, яка перекриває Чалакуді після впадіння лівої притоки Анакаям. По останній надходить ресурс, відпрацьований на дериваційній ГЕС Шолаяр, що використовує воду лівого витоку Чалакуді річки Шолаяр. З іншого боку до сховища по річищу Чалакуді надходить ресурс від точки злиття її трьох витоків — окрім названого, це також правий Карапара і центральний Парамбікулам, причому до останнього, своєю чергою, потрапляє вода, що надійшла з Шолаяр через іншу дериваційну ГЕС Шолаяр I.

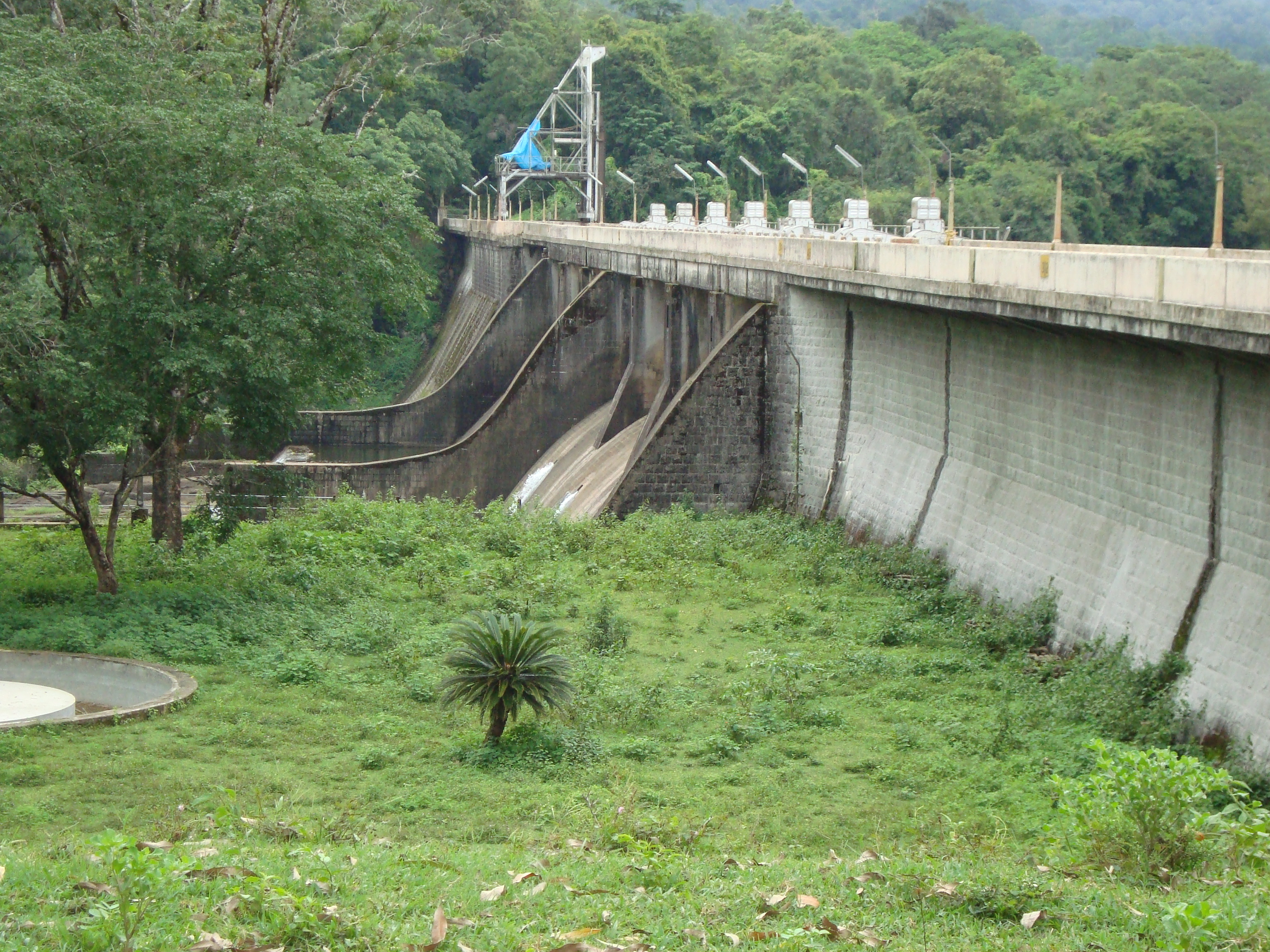
Вид на греблю з боку нижнього б'єфу

Гребля Poringalkuthu є бетонною спорудою висотою 52 метри та довжиною 366 метрів, яка потребувала 62 тис. м3 матеріалу. Вона утримує водойму з площею поверхні 2,8 км2 та корисним об'ємом 30 млн м3, в якому можливе коливання рівня поверхні в операційному режимі між позначками 406 та 424 метри НРМ.
Зі сховища ресурс подається по тунелю довжиною 1,2 км, прокладеному під лівобережним гірським масивом Чалакуді. На завершальному етапі він переходить у напірні водоводи довжиною близько 0,8 км — спершу їх було чотири з діаметром 1,3 метра, а при спорудженні другої черги додали ще один діаметром 1,75 метра.
В 1957 році машинний зал обладнали чотирма турбінами типу Френсіс потужністю по 8 МВт, які при напорі у 170 метрів забезпечували виробництво 172 млн кВт·год електроенергії на рік. В 1999-му поряд звели ще один машинний зал з п'ятою турбіною того ж типу потужністю 16 МВт, яка при напорі у 165 метрів виробляє за рік 38 млн кВт·год додаткової електроенергії. А у 2015 всі гідроагрегати першої черги модернізували, збільшивши потужність турбін кожного до 9 МВт при зростанні загальної проектного виробітку черги до 191 млн кВт·год електроенергії на рік.
Видача продукції відбувається по ЛЕП, розрахованих на роботу під напругою 110 кВ.
Також можна відзначити, що у випадку переповнення сховища Poringalkuthu, можливе скидання ресурсу з нього на південь до водосховища ГЕС Ідамалаяр (розташоване на однойменній правій притоці Періяр).